# Pollenia bazinia
Pollenia bazinia är en tvåvingeart som beskrevs av Seguy 1934. Pollenia bazinia ingår i släktet vindsflugor, och familjen spyflugor. Inga underarter finns listade i Catalogue of Life.